# Оберой, Суреш
Суреш Оберой (хинди सुरेश ओबेरॉय, англ. Suresh Oberoi, род. 17 декабря 1946 года, Кветта, Британская Индия) — индийский актёр. Лауреат Национальной кинопремии Индии за лучшую мужскую роль второго плана.

## Биография
Суреш родился 17 декабря 1946 года в городе Кветта в провинции Белуджистан Британской Индии (ныне Пакистан) в семье пенджабского бизнесмена Ананда Саруп Убероя и его жены Картар Деви. В год раздела Индии его семья вместе с четырьмя братьями и сестрами переехала в Индию, а затем осела в штате Хайдарабад, где создала сеть аптек. Он посещал среднюю школу имени Святого Георгия в Хайдарабаде и активно занимался спортом. Был чемпионом по теннису и плаванию, позже выиграл президентскую награду как бойскаут. После смерти отца, только окончив школу, он вместе со своим братом продолжил управлять семейным делом. Свободно говорит на хинди, урду, английском, телугу и тамильском языках.
В начале 1970-х благодаря интересу к актёрскому мастерству и хорошему голосу он получил выход на радиошоу и спектаклях, побудившие его поступить в институт кино и телевидения Индии в Пуне.
В первые годы в Мумбаи его предыдущий опыт радиоведущего, его хорошо воспринятый публикой голос и знакомства в рекламных агентствах позволили ему быть выбранным для рекламы сигарет Charminar и мыла Lifebuoy, сделав одним из ведущих моделей конца 1970-х годов.
В конце 1978 года он дебютировал в фильме Ek Baar Phir, который не имел коммерческого успеха. В 1980 году Суреш участвовал в фильме «Сирота», который стал «супер-хитом» и принёс ему номинацию на Filmfare Award за лучшую мужскую роль второго плана. Впоследствии до начала 2000-х годов актёр появлялся в среднем от четырех до пяти фильмах в год.

## Личная жизнь
До поступления в институт он познакомился с Яшодхарой, которая была родом из штата Тамилнад и принадлежала семье Палейкоттай Паттакарар, и женился на ней 1 августа 1974 года. Супруги имеют двух детей: сына Вивека, также актёр, а дочь Мегну, родившуюся на несколько лет позже.

## Фильмография
| Год  |   | Русское название                | Оригинальное название           | Роль                            |
| ---- | - | ------------------------------- | ------------------------------- | ------------------------------- |
| 1979 | ф |                                 | Surakshaa                       | Капитан Капур                   |
| 1979 | ф |                                 | Kartavya                        | лесничий                        |
| 1979 | ф | Чёрный камень                   | Kala Patthar                    | морской офицер                  |
| 1980 | ф |                                 | Phir Wohi Raat                  | инспектор полиции Шарма         |
| 1980 | ф |                                 | Ek Baar Phir                    | Махендер Кумар                  |
| 1981 | ф | Сирота                          | Lawaaris                        | Рам Сингх                       |
| 1982 | ф | Преданный слуга                 | Namak Halaal                    | Бхим Сингх                      |
| 1983 | ф | Носильщик                       | Coolie                          | Вики Пури                       |
| 1984 | ф |                                 | Ek Nai Paheli                   | Авинаш                          |
| 1984 | ф | Пьяница                         | Sharaabi                        | Абдул                           |
| 1985 | ф | Вера                            | Aitbaar                         | Сагар                           |
| 1985 | ф | Красный перец                   | Mirch Masala                    | Мукхи                           |
| 1986 | ф |                                 | Palay Khan                      | доктор Рамкришна Синха          |
| 1987 | ф |                                 | Dacait                          | Амритлал Ядав                   |
| 1988 | ф |                                 | Marana Mrudangam (тел.)         | Васанд Дада                     |
| 1989 | ф | Маника, девушка с двумя жизнями | Manika, une vie plus tard (фр.) | Раджит Шарма                    |
| 1989 | ф |                                 | Do Qaidi                        | инспектор Амар Синха            |
| 1989 | ф | Братья / Птицы                  | Parinda                         | Абдул Хан                       |
| 1989 | ф | Приговорённый                   | Mujrim                          | инспектор полиции Гокхале       |
| 1990 | ф |                                 | Sailaab                         | инспектор полиции Ранджит Капур |
| 1992 | ф | Певец                           | Dil Ka Kya Kasoor               | Раджеш Саксена                  |
| 1993 | ф |                                 | Gardish                         | инспектор Саини                 |
| 1996 | ф |                                 | Ajay                            | Раджа Бриджрадж Сингх           |
| 1996 | ф | Раджа Хиндустани                | Raja Hindustani                 | мистер Сехгал                   |
| 1998 | ф |                                 | 2001: Do Hazaar Ek              | мистер Амирчанд                 |
| 1998 | ф |                                 | Soldier                         | Пратап Сингх                    |
| 1998 | ф | Гордость                        | Puraido: Unmei no toki (яп.)    | доктор Радхабинод Пал           |
| 2001 | ф |                                 | Pyaar Tune Kya Kiya             | мистер Джайсвал                 |
| 2001 | ф | Ашока                           | Asoka                           | рассказчик                      |
| 2001 | ф | Спасение                        | Moksha: Salvation               | отец Викрама                    |
| 2002 | ф | Человеческая подлость           | Deewangee                       | мистер Бхуллар                  |
| 2002 | ф |                                 | 23rd March 1931: Shaheed        | Гаолер Чаддха                   |
| 2001 | ф | Беглянка                        | Lajja                           | отец Рагхувира                  |
| 2003 | ф | В поисках возмездия             | Talaash: The Hunt Begins...     | Бабу, отец Арджуна              |
| 2005 | ф |                                 | Socha Na Tha                    | Нирмал Оберой                   |
| 2009 | ф |                                 | Karma Aur Holi                  | Шекхар                          |
| 2013 | ф |                                 | Attahasa (канн.) (там.)         | Раджкумар                       |